# Herz-Jesu-Kirche (Stegna)

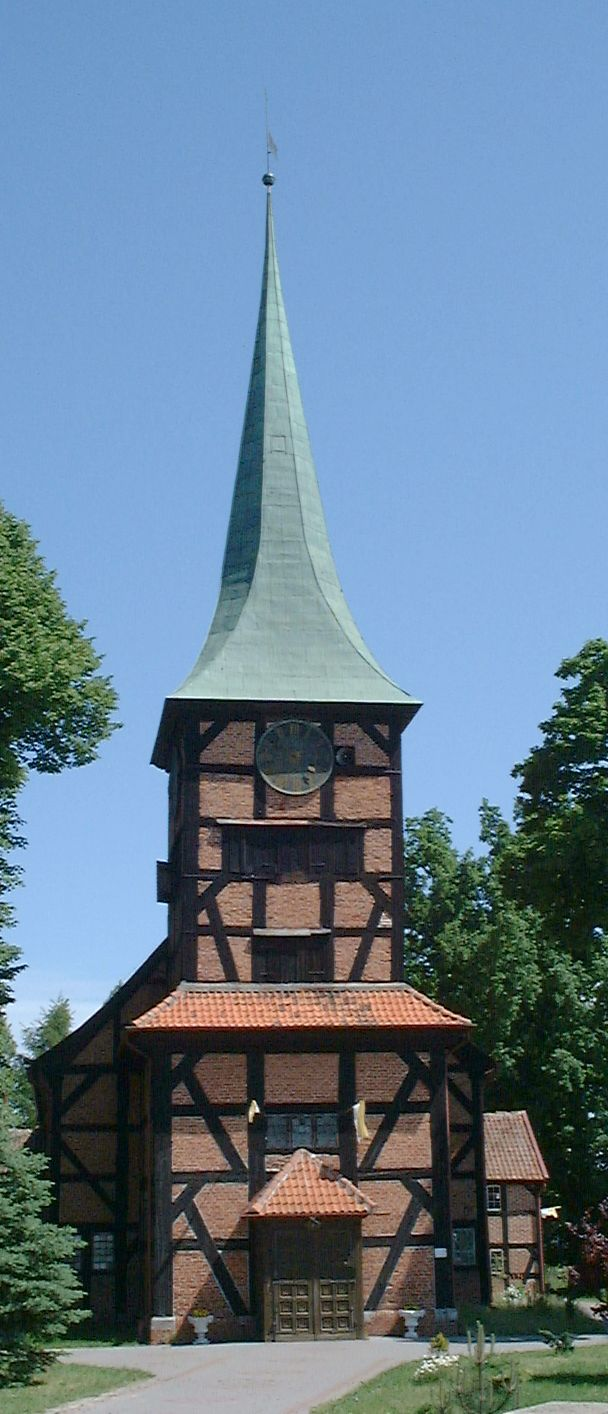
Fachwerkkirche in Stegna

Die Herz-Jesu-Kirche in Stegna (Steegen) in der polnischen Woiwodschaft Pommern ist eine römisch-katholische Pfarrkirche und Hauptkirche eines eigenen Dekanats. Vor 1945 war sie ein evangelisches Gotteshaus. Die Fachwerkkirche wurde zwischen 1681 und 1683 von Protestanten erbaut.
Vorgängerbau war eine 1609 erbaute kleine Holzkirche, die 1676 niederbrannte. Erhalten blieben lediglich Turm, Orgel, Altarausstattung und eine Glocke aus der Zeit des Dreizehnjährigen Krieges.
Am 25. März 1681 begannen die Arbeiten zum Bau einer neuen Kirche unter der Aufsicht von Peter Willer, einem Architekten aus Danzig. Am 29. November 1681 – am ersten Adventssonntag – weihte Martin Kruger die Kirche. Am 25. Mai 1682 war der Bau des Chors abgeschlossen, am 15. Juni 1683 erfolgte der Ausbau der Orgel.
Am 17. November 1683 wurden die Arbeiten abgeschlossen. Der neue Turm beherbergte außerdem eine Glocke aus dem Jahr 1643, die den Brand überstand und bis heute jedes Jahr um 12 Uhr mittags schlägt, sowie zwei größere Glocken aus dem Jahr 1732. Die Glocke trägt die lateinische Inschrift: „Domine, da pacem in diebus nostris“, was so viel bedeutet wie: „Herr, gib unserer Zeit Frieden.“
Die Leinwandgemälde an der Deck stellen Ereignisse vom Ende des Dreizehnjährigen Krieges dar, als in der Kirche Friedensverhandlungen mit der polnischen Krone stattfanden.

## Baubeschreibung
Die Kirche wurde 1682/1683 als Fachwerkbau mit Ziegelausfachung errichtet. Ihr Frontturm wird von einem Nadelhelm bekrönt und trägt eine Wetterfahne mit der Jahreszahl 1683. Das Innere der Saalkirche wird von einem flachen Holzgewölbe überspannt, an dem sich ungewöhnliche Leinwandmalereien finden.
Die Decke ist mit dem größten Gemälde Polens und einem der größten Europas bedeckt. Die Abmessungen der Leinwand betragen 35 m mal 18 m (450 m²). Die Leinwand wurde mit Spezialnägeln auf einem Holzsockel befestigt. Der Künstler Reinhold Schneider begann seine Arbeit im Juli 1688 und beendete sie im Oktober 1688.
Im Zentrum steht die Auferstehung Christi. In den Ecken des Rechtecks präsentiert der Maler folgende Gemälde: Das Gleichnis von den zehn Jungfrauen, Die Begegnung Christi mit der Samariterin, Die Kreuztragung und Die Auferweckung des Lazarus. Über einem Teil des Presbyteriums wurde das Jüngste Gericht angebracht. Es wird teilweise vom Altar verdeckt. Auf dem Rahmen stellte der Künstler 12 Apostel dar, dazwischen wunderschöne Ornamente und Medaillons mit Vogelbeermotiven, verbunden durch Pflanzen- und Früchtegirlanden.
Die Kanzel ist reich mit Flachreliefs der vier Evangelisten und vier großen Propheten sowie Pflanzenornamenten verziert und wurde am 30. Juli 1687 fertiggestellt.
Von der übrigen barocken Ausstattung ragt noch der vor 1681 gefertigte Prospekt der großen Orgel hervor. Das Instrument wurde 1914 eingebaut.

## Kirchengemeinde

### Kirchengemeinde bis 1945
Vor 1945 war der größte Teil der Einwohnerschaft von Steegen evangelischer Konfession. Seit dem beginnenden 17. Jahrhundert waren in der Kirchengemeinde Kobbelgrube-Steegen Geistliche tätig, im 19. und 20. Jahrhundert zu zweit, galt es doch ein größeres Kirchspiel, zu dem auch Stutthof (heute polnisch: Sztutowo) gehörte (wo teilweise auch ein Pfarrer wohnte), zu betreuen. Kobbelgrube-Steegen gehörte von 1817 bis 1945 zum Kirchenkreis Danziger Nehrung, in den wechselnden Regionalgliederungen der Kirche der Altpreußischen Union.

#### Pfarrer

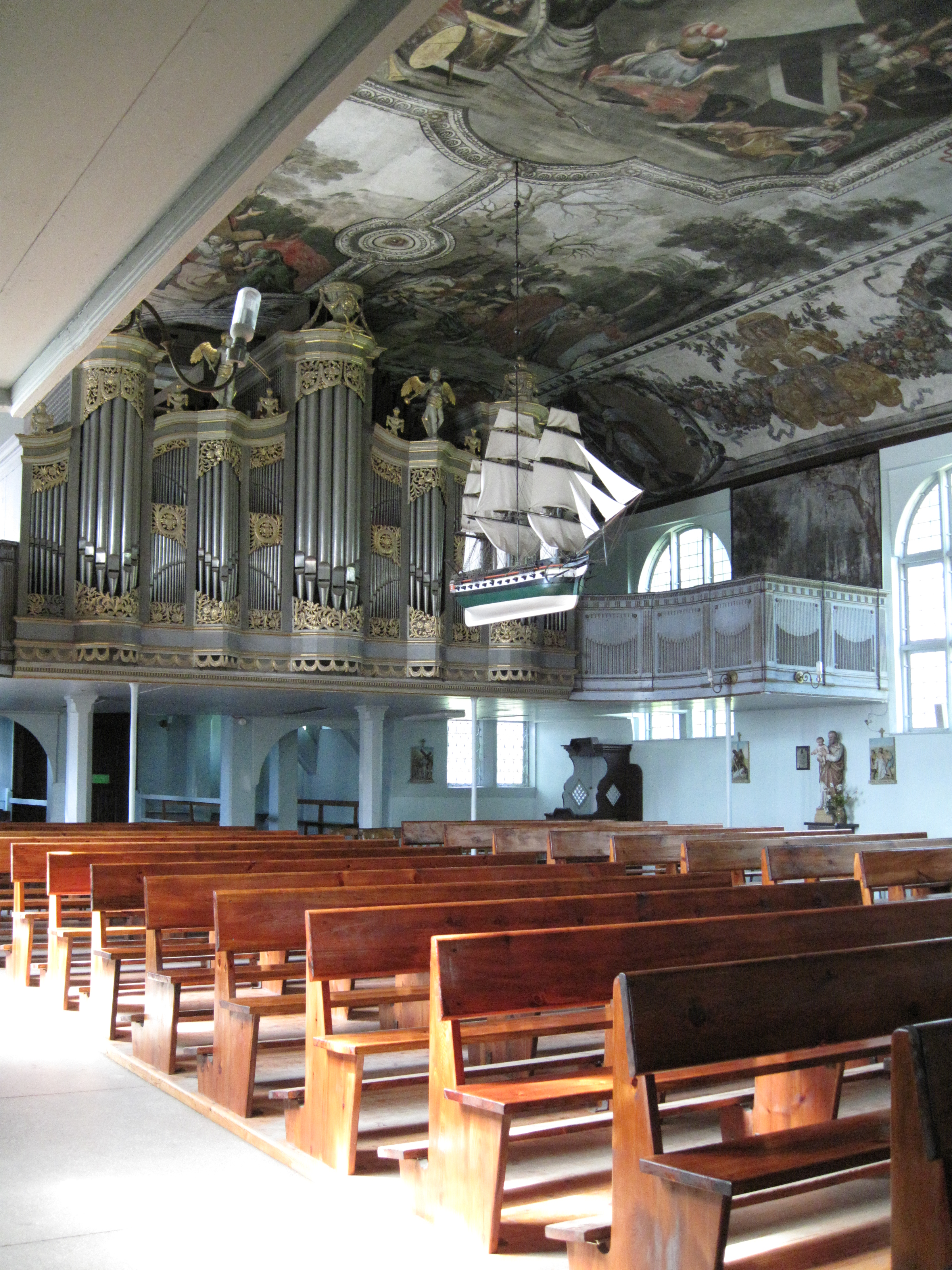
Innenraum mit Gewölbemalereien

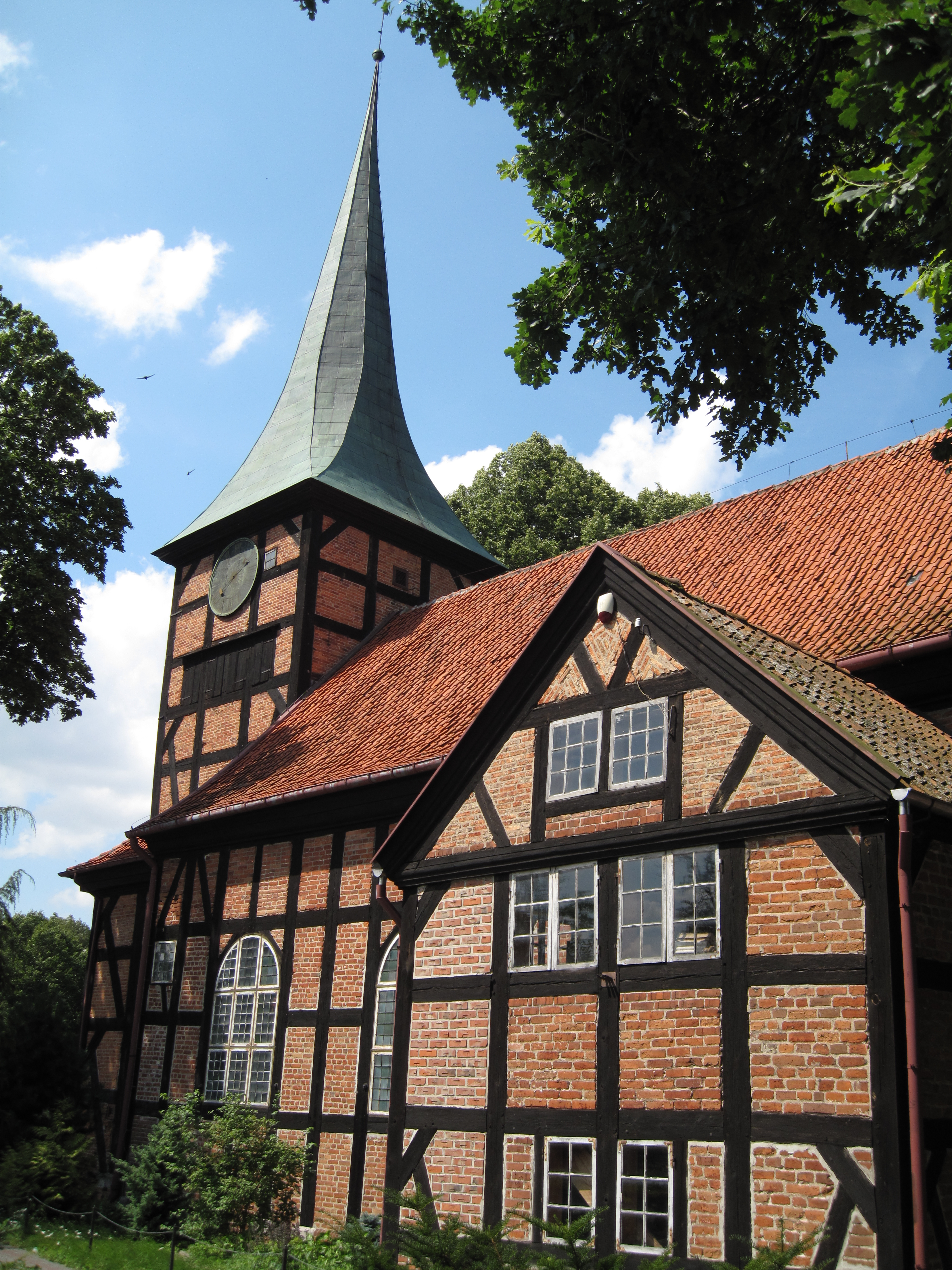
Südseite

| - George Klein, seit 1605 - Nicolaus Weismann, bis 1609 - Wendelius Walch, 1609–1636 - Jacob Werner, 1617–1618 - Johann Wendelin, 1618–1620 - Andreas Hettichius, 1620–1629 - David Huberus, 1630–1631 - Gottfried Stegmann, 1631–1651 - Johann Dözing, ab 1651 - Heinrich Königshaven, 1652–1667 - Christian Omuth, 1657–1667 - George Bauer, 1667–1670 - Andreas Barth, 1670–1674 - Martin Krieger, 1674–1681 - Abraham Belitzki, 1681–1697 - Jacob Struve, 1697–1698 - Peter Goltz, 1698–1711 - Johann Goffried Palm, 1711–1716 - Johann Adam Artzberger, 1716–1719 - Peter Elert, 1719–1720 | - Christoph Schmidt, 1720–1735 - Johann Eilhard Meyer, 1735–1759 - Arend Jantzen, 1759–1795 - Abraham Benjamin Skusa, 1795–1807 - Johann Erdmann Klatt, 1807–1824 - Carl Joachim Weickhmann, 1825–1860 - Eduard Hermann Martini, 1860–1875 - Gustav Ed. Feyerabendt, 1860–1867 - August Eduard Klein, 1867–1889 - Carl Gustav Marter, 1873–1875 - Eduard Hermann Martini, 1875–1880 - Egbert Michalik, 1888–1889 - Franz Ferdinand Totz, 1889–1891 - Ernst Walter R. Michalik, 1889–1930 - Otto Ed. Friedr. Villmow, 1891–1893 - Hans Ludwig Aug. Hankwiz, 1893–1928 - Alfred Hüneke, 1927–1929 - Arthur Datschewski, 1930–1940 - Hermann Dingler, 1940–1942 |

### Kirchengemeinde nach 1945
Seit 1945 ist die Bevölkerung von Stegna überwiegend katholischer Konfession. Der Ort ist nach wie vor Pfarrsitz, außerdem ist er Sitz des Dekanats Nadmorski-Stegna im Bistum Elbing der Katholischen Kirche in Polen. Hier lebende evangelische Kirchenglieder werden vom Pfarramt in Elbląg (Elbing) in der Diözese Pommern-Großpolen der Evangelisch-Augsburgischen Kirche in Polen betreut.